# 월리 시라

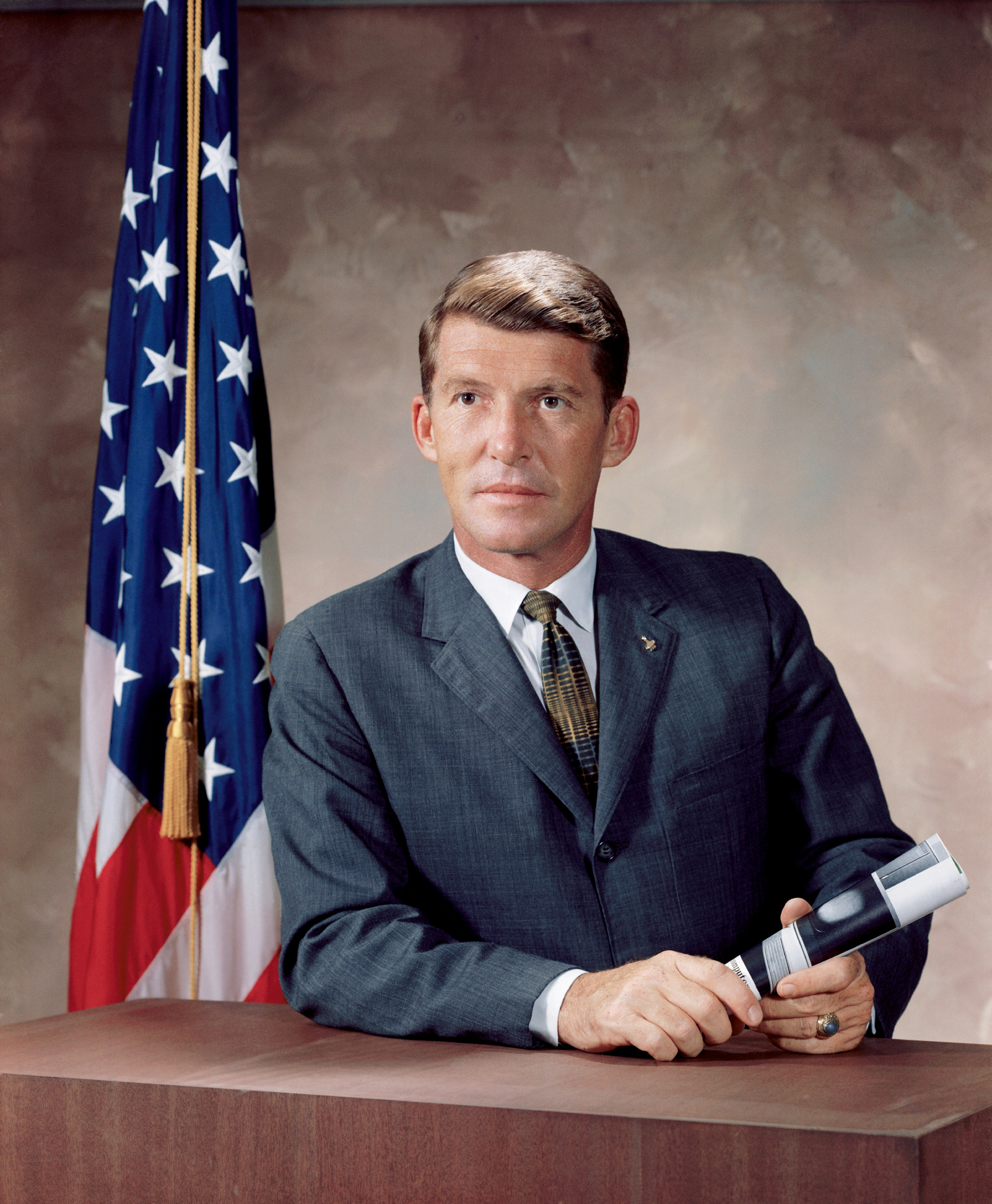
월리 시라

월터 '월리' 마티 시라 주니어(Walter 'Wally' Marty Schirra, Jr., 1923년 3월 12일~2007년 5월 3일)는 미국의 테스트 파일럿, 미국 항공 우주국 우주비행사다. 뉴저지주 버건군 해컨색에서 태어났고 1959년 머큐리 세븐의 한 명이 된 시라는 1962년 10월 3일 머큐리-아틀라스 8호에 탑승하여 9시간 동안 지구 궤도를 6번 돈 후 5번째 미국 우주인이자 인류 사상 9번째 우주인이 됐다. 이후 1965년 12월 제미니 6A호에 탑승했고, 1968년 아폴로 7호의 사령관이 됐다.
우주비행사가 되기 전 1945년 미국 해군사관학교에서 이학사를 취득한 후 제2차 세계 대전에 참전했다. 1948년 해군 항공사가 됐고 6.25 전쟁에서 전투기 조종사로서 전투 임무를 90회 수행했다. 그 후 1958년 미 해군 테스트 파일럿 스쿨을 졸업했다. 1969년 해군에서 제대했다. 시라는 우주를 3번 다녀온 첫 우주인이 됐다.
2007년 5월 3일 캘리포니아 샌디에이고에서 사망했다.